# Municipio de Cosmo
El municipio de Cosmo (en inglés: Cosmo Township) es un municipio ubicado en el condado de Kearney en el estado estadounidense de Nebraska. En el año 2010 tenía una población de 85 habitantes y una densidad poblacional de 0,91 personas por km².

## Geografía
El municipio de Cosmo se encuentra ubicado en las coordenadas 40°24′4″N 98°54′14″O / 40.40111, -98.90389. Según la Oficina del Censo de los Estados Unidos, el municipio tiene una superficie total de 93.55 km², de la cual 93,52 km² corresponden a tierra firme y (0,03 %) 0,03 km² es agua.

## Demografía
Según el censo de 2010, había 85 personas residiendo en el municipio de Cosmo. La densidad de población era de 0,91 hab./km². De los 85 habitantes, el municipio de Cosmo estaba compuesto por el 94,12 % blancos, el 1,18 % eran afroamericanos y el 4,71 % eran de una mezcla de razas. Del total de la población el 0 % eran hispanos o latinos de cualquier raza.